# Ксенија Мијатовић
Ксенија Мијатовић (Нови Сад, 29. октобар 1972) је бивша српска певачица, а садашњи психолог и психотерапеут.

## Каријера
Ксенија је са шеснаест година започела своју каријеру певајући пратеће вокале многим бендовима међу којима је био и најпознатији Електрични оргазам за који је певала пратеће вокале на више песама.
Први пут је запевала 1987. године у групи Пекиншка патка. Године 1994. први пут наступа на Будванском фестивалу, и од тада су фестивали постали део њене каријере, да би 2004. године престала да учествује на фестивалима.
По завршетку музичке каријере 2011. године, посветила се психологији и психотерапији.
Била је удата за Јована Ивановића, али су се развели.

## Фестивали
Пјесма Медитерана, Будва:
- Љубав је у мени, 1994
- Заувек, 2000
- Има нека магија, 2001
- Казна (дует са сестром Сањом Мијатовић), 2003
- Моја казна, 2004
- Више никада, 2005

МЕСАМ:
- Одустани (са Леонтином Вукомановић и Теодором Бојовић), 1996

Сунчане скале, Херцег Нови:
- Хајде ме воли, 1997
- Кад нестану речи, 1998
- Овде места нема, 2003

Беовизија:
- Мирис туге, Беовизија 2003.
- Проклети понедељак, Беовизија 2004.

Радијски фестивал, Србија:
- Значи, Радијски Фестивал 2004.

## Дискографија
Албуми
- Кад нестану речи (1998)
- Уметност ноћног летења (2000)
- Време чини чуда (2002)
- Магија (2011)

Синглови
- Љубав је у мени (1994)
- Одустани (са Леонтином Вукомановић и Теодором Бојовић) (1996)
- Хајде ме воли (1997)
- Кад нестану речи (1998)
- Заувек (2000)
- Има нека магија (2001)
- Казна (са Сањом Мијатовић) (2003)
- Овде места нема (2003)
- Мирис туге (2003)
- Проклети понедељак (2004)
- Значи (2004)
- Више никада (2005)